# 舒雅 (南唐)
舒雅（?—?），字子正。歙人。南唐狀元。
幼好学，定居金陵（南京）。师从徐铉。保大八年（950年）庚戌科，韩熙载拔擢為第一。入宋後，为将作监丞。大中祥符二年，直昭文馆，校訂《文苑英華》、《史記》、《論語正義》、《七經疏義》等書。官至舒州太府、刑部郎中。弟舒雄，官至尚书郎。